# Atari FREDDIE

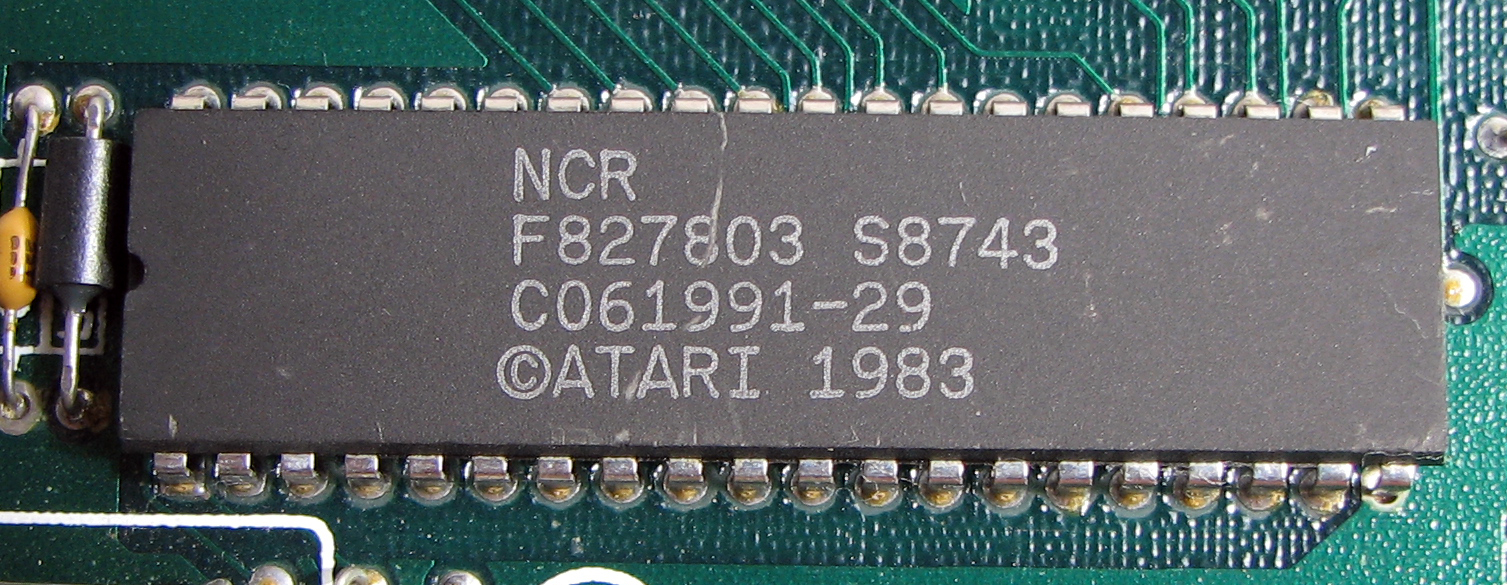
Chip FREDDIE en un Atari 130XE

FREDDIE era el nombre de un circuito integrado LSI de 40 pines presente en los últimos modelos de la Familia Atari de 8 bits de ordenadores domésticos. Es un multiplexor de direcciones de la RAM , utilizado para acceder a DRAM. Atari creó este chip como reemplazo de muchos otros chips para reducir costes y mejorar el acceso a memoria de la CPU MOS 6502 y la GPU ANTIC .
FREDDIE, combinado con un MMU C061618 (XL/XE) y un EMMU C025953 (130XE) permite a la CPU y el ANTIC acceder a memoria independientemente uno de otro.
Originalmente diseñado para los Atari 1400XL y 1450XLD, se utiliza finalmente utilizado en la serie XE de Atari.
Presente en los siguientes equipos:
- Atari 800XLF (etiquetado como '800XL' en algunos modelos europeos)
- Atari 65XE
- Atari 130XE
- Atari 800XE
- Atari XEGS